# Ion Hobana
Ion Hobana (Sânnicolau Mare, 25 de janeiro de 1931 - Bucareste, 22 de fevereiro de 2011) foi um escritor de ficção científica, crítico literário e ufólogo romeno.